# Ein Pariser Abenteuer
Ein Pariser Abenteuer (auch Pariser Abenteuer, französisch Une Aventure parisienne, erster Titel Une Épreuve) ist eine Novelle von Guy de Maupassant. Sie wurde erstmals am 22. Dezember in Le Gil Blas veröffentlicht.

## Handlung
Eine Frau aus der Provinz kommt für einige Tage nach Paris, weil sie das Laster kennenlernen will. In einem Antiquitätenladen trifft sie auf den bekannten Schriftsteller Jean Varin, dem der Kunsthändler eine Vase zum Vorzugspreis von 1000 Franc anbietet, die dieser aber nicht kaufen will. Die Frau kauft die Vase für 1500 Franc und schenkt sie Varin unter der Bedingung, den ganzen Tag mit ihr zu verbringen. Sie fahren im Bois de Boulogne spazieren, trinken Absinth in einem Boulevardcafé, essen zu Abend und gehen ins Theater. Auch die Nacht verbringen sie zusammen, was aber für beide gleichermaßen zur Enttäuschung wird. Am nächsten Morgen verlässt die Frau traurig das Haus Valins.